# Ambrozije Soldo
Ambrozije Soldo (* 15. März 1998) ist ein österreichischer Fußballspieler.

## Karriere
Soldo begann seine Karriere beim FC Kärnten. 2007 wechselte er zum SK Austria Kärnten. Ab 2010 spielte er in der Jugend des SK Austria Klagenfurt.
Zur Saison 2015/16 rückte er in den Kader der Zweitmannschaft von Austria Klagenfurt. Im Mai 2016 stand er gegen den SC Wiener Neustadt erstmals im Kader der Profis des Vereins, kam jedoch nicht zum Einsatz. Nach dem Zwangsabstieg des Vereins in die Regionalliga debütierte er im Juli 2016 in dieser, als er am ersten Spieltag der Saison 2016/17 gegen den FC Gleisdorf 09 in der 89. Minute für Christian Hayden eingewechselt wurde. Sein erstes Tor in der Regionalliga erzielte er am darauffolgenden Spieltag bei einer 2:1-Niederlage gegen den USV Allerheiligen.
2018 stieg er mit Austria Klagenfurt wieder in die 2. Liga auf. In der Aufstiegssaison 2017/18 kam er zu 23 Regionalligaeinsätzen, in denen er vier Tore erzielte. Sein Debüt in der zweithöchsten Spielklasse gab Soldo im September 2018, als er am neunten Spieltag der Saison 2018/19 gegen den Floridsdorfer AC in der 88. Minute für Florian Jaritz ins Spiel gebracht wurde.
Im Jänner 2019 wechselte er zum Regionalligisten VST Völkermarkt.

## Persönliches
Sein Bruder Marko (* 1996) ist ebenfalls Fußballspieler.